# Przebicie do Śródmieścia
Przebicie do Śródmieścia – nieudana próba przebicia niemieckiego pierścienia wokół oblężonego Starego Miasta, podjęta przez oddziały Armii Krajowej w trakcie powstania warszawskiego 1944 roku.
W nocy z 30 na 31 sierpnia 1944 oddziały AK uderzyły z dwóch stron na niemieckie pozycje oddzielające warszawską Starówkę od Śródmieścia. Celem natarcia było wybicie korytarza, którym broniące Starego Miasta oddziały Grupy „Północ” mogłyby zostać ewakuowane do Śródmieścia. Na skutek złego rozpoznania i braku skutecznej synchronizacji polskie natarcia zakończyły się jednak niepowodzeniem i ciężkimi stratami. W rezultacie główne siły Grupy „Północ” były zmuszone przeprowadzić w następnych dniach odwrót kanałami do Śródmieścia.

## Preludium
W okresie powstania warszawskiego stołeczne Stare Miasto stało się polem „boju walnego” – decydującego dla losów całego zrywu. Począwszy od 7 sierpnia 1944 niemieckie oddziały przypuszczały silne natarcia na poszczególne odcinki staromiejskiej obrony. Szczególnie zacięte walki toczyły się zwłaszcza na Muranowie oraz w okolicach pl. Teatralnego i pl. Zamkowego. 19 sierpnia niemiecka Grupa Bojowa „Reinefarth” przystąpiła do generalnego szturmu na Starówkę, inicjując tym samym jeden z najzaciętszych i najdramatyczniejszych bojów powstania. W trakcie blisko dwutygodniowej bitwy walczono zaciekle o każdy dom i każdą barykadę. Doskonale wyposażone niemieckie oddziały szturmowe, dysponujące silnym wsparciem artyleryjskim i lotniczym, przez długi czas nie były w stanie złamać oporu powstańców. O ile jednak wielodniowe niemieckie szturmy nie przebiły nigdzie polskiej obrony, o tyle systematycznie wgniatały ją do wnętrza Starówki. Sytuacja obrońców pogarszała się z każdym dniem.
28 sierpnia nastąpił moment krytyczny. Tego dnia Niemcom udało się zdobyć dwa kluczowe bastiony polskiej obrony – gmach Polskiej Wytwórni Papierów Wartościowych oraz ruiny Katedry wraz z sąsiednim kościołem oo. Jezuitów. Siły obrońców stopniały w tym czasie do ok. 2 tys. żołnierzy (niektóre plutony liczyły zaledwie kilkunastu żołnierzy). Wojsko znajdowało się na skraju wytrzymałości fizycznej, brakowało amunicji, żywności i lekarstw dla tysięcy rannych. W jeszcze bardziej tragicznej sytuacji znajdowała się ludność cywilna – cierpiąca głód i pragnienie, wegetująca w piwnicach, ginąca tysiącami od niemieckich bomb. Zawiodły także wszelkie nadzieje na pomoc z zewnątrz. W tej sytuacji pułkownik Karol Ziemski „Wachnowski”, dowódca powstańczej Grupy „Północ”, doszedł do wniosku, że dalsza obrona Starówki jest niemożliwa i postanowił wyprowadzić ze skazanej na zagładę dzielnicy jak największą liczbę zdolnych do walki żołnierzy. Ewakuację kanałami „Wachnowski” uznawał początkowo za technicznie niewykonalną stąd jedynej szansy upatrywał w przebiciu do Śródmieścia. Zakładał, że dwustronny koncentryczny atak oddziałów staromiejskich i śródmiejskich na nieprzyjacielskie pozycje w okolicach pl. Bankowego i Hal Mirowskich umożliwi wyrąbanie korytarza, przez który oddziały Grupy „Północ” będą mogły ewakuować się do Śródmieścia i tam kontynuować walkę z Niemcami.
Jeszcze tego samego dnia do Śródmieścia udał się kanałami major Tadeusz Perdzyński „Tomir”, który miał przedstawić plan przebicia pułkownikowi Antoniemu Chruścielowi „Monterowi” (dowódcy Okręgu Warszawskiego AK). 29 sierpnia powrócił on na Starówkę, przynosząc ze sobą zgodę „Montera” na ewakuację oraz uzgodniony plan współdziałania oddziałów staromiejskich i śródmiejskich.

## Siły i plany

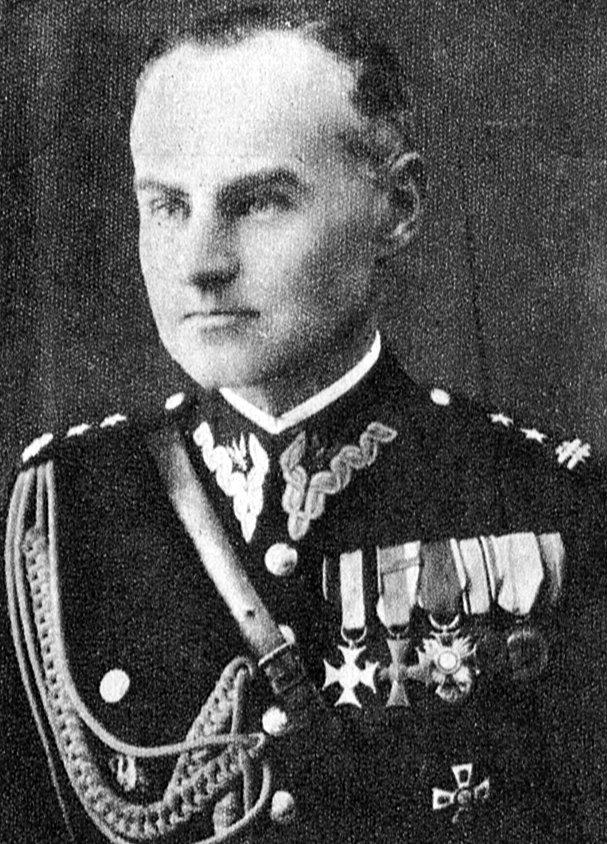
Pułkownik Karol Ziemski „Wachnowski”

Szczegółowy plan natarcia został opracowany przez szefa sztabu Grupy „Północ”, podpułkownika Jana Lamersa „Floriana”. Przebicie miało nastąpić w nocy z 30 na 31 sierpnia 1944. Przewidywano, że polskie natarcie rozpocznie się punktualnie o godzinie 23:00 – jednoczesnym uderzeniem od strony Starego Miasta i Śródmieścia. W tym samym czasie planowano także wysadzić desant kanałowy na niemieckich tyłach w rejonie pl. Bankowego. Umówionym znakiem, sygnalizującym rozpoczęcie natarcia, miało być wystrzelenie zielonej rakiety przed oddziały staromiejskie. Taki sam odzew miał nastąpić od strony Śródmieścia.
Na odcinku staromiejskim przebicie miało nastąpić w rejonie ul. Bielańskiej. Dwie polskie kolumny szturmowe miały przełamać tam obronę nieprzyjaciela, po czym kontynuować natarcie w kierunku Hal Mirowskich i pl. Żelaznej Bramy. W tym samym kierunku miały uderzać także oddziały śródmiejskie, wyruszające z pozycji wyjściowych na ulicach Królewskiej i Grzybowskiej. Planowano wywalczyć w ten sposób korytarz o wymiarach ok. 800 metrów długości i 400 metrów szerokości, przez który oddziały Grupy „Północ” ewakuowałyby się do Śródmieścia. Pułkownik Adam Borkiewicz utrzymywał, że dowództwo obrony Starówki planowało ewakuować tą drogą również ciężko rannych oraz ludność cywilną (w granicach możliwości). Innego zdania był Antoni Przygoński, którego zdaniem sztab Grupy „Północ” z góry założył, że ewakuowani będą tylko zdolni do marszu żołnierze.
Polski plan był od samego początku obarczony dużym ryzykiem. Przebicie miało bowiem nastąpić na odcinku obsadzanym przez znaczne siły nieprzyjaciela i posiadającym dla niego strategiczne znaczenie (ze względu na przebiegającą tamtędy arterię komunikacyjną Wolska-Chłodna-Elektoralna-Senatorska-Most Kierbedzia). Uderzenie od strony Starówki musiało zostać przeprowadzone w zasadzie na ślepo, gdyż gruzy uniemożliwiały rozpoznanie niemieckich stanowisk na ul. Bielańskiej. Główna trasa ewakuacyjna była na odcinku ul. Bielańskiej zagrożona z obu stron przez silne stanowiska ogniowe nieprzyjaciela (od strony pl. Teatralnego oraz skrzyżowania ulicy Tłomackie z Bielańską). Korytarz, którym zamierzano ewakuować oddziały Starówki był zresztą tak wąski, że nawet w przypadku udanego przebicia marsz kolumn tyłowych mógłby z łatwością zostać zablokowany nieprzyjacielskim ostrzałem i przeciwuderzeniami z flanek. Co gorsza, obrońcy Starówki byli wyczerpani wielodniowymi walkami, a wielu oficerów i żołnierzy z góry nie wierzyło w powodzenie natarcia. W tej sytuacji przebicie mogło się powieść jedynie w przypadku uzyskania efektu zaskoczenia oraz doskonałej synchronizacji działań. To ostatnie stało jednak pod znakiem zapytania ze względu na źle funkcjonującą łączność. Z perspektywy czasu generał Jerzy Kirchmayer oceniał, że w tych warunkach ul. Bielańską były w stanie sforsować co najwyżej małe grupy szturmowe – nie całość Grupy „Północ”.

### Plan przebicia od strony Starówki
Prawe skrzydło natarcia Grupy „Północ” miała stanowić kolumna pod dowództwem majora Gustawa Billewicza „Sosny” (ok. 300 żołnierzy). W jej skład wchodziły następujące oddziały:
- Zgrupowanie „Kuba-Sosna” (resztki batalionów „Chrobry I”, „Gozdawa”, „Nałęcz” i „Parasol”);
- kompania z batalionu „Czata 49”;
- pluton 1112 ze ścisłej ochrony sztabu Komendy Głównej AK;
- ciężki karabin maszynowy wraz z obsługą, należący do kompanii odwodowej dowództwa Grupy „Północ”;
- kompania z batalionu „Gustaw”[11].

Kolumna „Sosny” wyruszała z pozycji wyjściowych w Pasażu Simonsa i na ul. Długiej. Jej zadaniem było opanowanie pałacu Radziwiłłów oraz domu narożnego Bielańska-Długa, a następnie wyparcie nieprzyjaciela z kwartału Długa-Bielańska-Tłomackie-Przejazd – i tym samym zabezpieczenie głównego szlaku ewakuacyjnego od strony Leszna. Po przebiciu się do pl. Bankowego oraz zaryglowaniu ulic Przejazd i Leszno oddziały „Sosny” miały natomiast kontynuować natarcie przez ruiny na zachód od ul. Elektoralnej, a następnie wzdłuż ul. Zimnej przebijać się w kierunku pl. Żelaznej Bramy (opanowując po drodze zachodnią część ruin gmachu Ministerstwa Przemysłu i Handlu oraz pierwszą Halę Mirowską). Tam zamierzano nawiązać łączność z uderzającymi z naprzeciwka oddziałami śródmiejskimi.
Specjalne zadanie powierzono kompanii porucznika Zdzisława Zołocińskiego „Piotra” z batalionu „Czata 49” oraz plutonowi „Juliusz” z batalionu „Gustaw” (razem ok. 110 żołnierzy). Miały one bowiem zejść do kanałów, a następnie wyjść na powierzchnie włazami w rejonie pl. Bankowego i zniszczyć przez zaskoczenie znajdujące się tam placówki wroga. W dalszej kolejności żołnierze desantu mieli zaryglować wyloty ulic Elektoralnej, Przechodniej i Żabiej, a następnie pomóc oddziałom nacierającym od strony Starówki w zdobyciu Szpitala Maltańskiego oraz zespołu budynków u zbiegu ulic: Rymarska-Tłomackie-Przejazd-Leszno.
Lewe skrzydło natarcia Grupy „Północ” miała stanowić kolumna pod dowództwem podpułkownika Jana Mazurkiewicza „Radosława”, w której skład wchodziły m.in. elitarne oddziały Kedywu (ok. 300 żołnierzy). W składzie kolumny znalazły się następujące jednostki:
- Zgrupowanie „Radosław” (bataliony „Zośka” i „Czata 49” oraz oddziały „Topolnicki” i „Dysk”), pomniejszone o jedną kompanię „Czaty”;
- Grupa szturmowa ze Zgrupowania „Trzaska” (pluton z batalionu „Wigry” oraz pluton z IV batalionu WSOP)[11][12].

Kolumna „Radosława” wyruszała z pozycji wyjściowych znajdujących się w ruinach Banku Polskiego oraz na skrzyżowaniu ul. Bielańskiej z ul. Daniłowiczowską. Jej zadaniem było sforsować ul. Bielańską, a następnie oczyścić ruiny domów po jej zachodniej stronie oraz zdobyć pobliski Szpital Maltański (jego opanowanie pozwoliłoby zabezpieczyć szlak ewakuacyjny od strony ul. Senatorskiej). Po przebiciu się do pl. Bankowego kolumna „Radosława” nawiązałaby bezpośredni kontakt z oddziałami „Sosny” i desantem kanałowym, po czym kontynuowałaby natarcie wzdłuż wschodniego skraju pl. Bankowego oraz ulic Żabiej i Przechodniej. Jej ostatecznym celem było dotarcie do pl. Żelaznej Bramy, gdzie zamierzano nawiązać łączność z uderzającymi z naprzeciwka oddziałami śródmiejskimi.
W ślad za kolumnami szturmowymi podążać miała kolumna dowodzona przez pułkownika Stanisława Klepacza „Jesiona”, w skład której weszły sztaby, nieuzbrojeni żołnierze, lekko ranni oraz jeńcy. Miała się ona zebrać w rejonie ulic Długiej, Hipotecznej i Kinematografu Miejskiego, po czym wyruszyć dopiero w momencie, gdy oddziały bojowe opanują pl. Bankowy i pl. Żelaznej Bramy. W ujęciu bardziej szczegółowym skład kolumny „Jesiona” był następujący:
- kompania szturmowo-ubezpieczeniowa pod dowództwem porucznika Józefa Jasińskiego „Wyrwy”;
- sztab i agendy dowództwa Grupy „Północ”, osłaniane przez oddział żandarmerii majora Włodzimierza Kozakiewicza ps. „Barry”;
- zgrupowanie noszowych (200 ludzi i 100 noszy), złożone z członków służb sanitarnych AK i Brygady Zmotoryzowanej NSZ, których zdaniem było niesienie pomocy żołnierzom rannym w czasie przebicia;
- zgrupowanie nieuzbrojonych oddziałów Grupy „Północ” oraz lekko rannych i jeńców pod ogólnym dowództwem podpułkownika Franciszka Rataja „Pawła”[11].

Ariergardą Grupy „Północ” dowodził major Stanisław Błaszczak „Róg”, któremu podlegało jego własne zgrupowanie oraz kilka pododdziałów wydzielonych z innych jednostek (razem ok. 1000 żołnierzy). Na czas przebicia oddziały „Roga” miały zabezpieczyć odcinki obsadzane dotychczas przez zgrupowania „Radosław”, „Sosna” i „Trzaska” oraz utrzymać je do czasu zakończenia wymarszu przez kolumnę „Jesiona”. Dopiero w ostatniej chwili, na sygnał rakietą, oddziały „Roga” miały opuścić stanowiska obronne i wycofać się do Śródmieścia w ślad za głównymi siłami.

### Plan natarcia od strony Śródmieścia
Na spotkanie przebijającym się obrońcom Starówki miało wyjść ze Śródmieścia natarcie wspomagające, pod ogólnym dowództwem majora Stanisława Steczkowskiego „Zagończyka”. Polskie plany przewidywały, że oddziały śródmiejskie uderzą na szerokim odcinku, którego granice wyznaczały ul. Ciepła na zachodzie oraz ul. Graniczna na wschodzie. Zamierzano w pierwszym rzędzie opanować Hale Mirowskie oraz pl. Żelaznej Bramy. Po wystawieniu stosownych ubezpieczeń wydzielone oddziały śródmiejskie miały kontynuować natarcie w kierunku pl. Bankowego. Główne uderzenie przeprowadzić miały trzy zgrupowania szturmowe:
- zgrupowanie zachodnie tworzył Batalion „Rum” wzmocniony o dwie kompanie Zgrupowania „Chrobry II”, pod ogólnym dowództwem kapitana Kazimierza Bilskiego „Ruma” (ok. 200 żołnierzy). Miało ono za zadanie nacierać po osi ul. Ciepłej – w kierunku na ul. Chłodną i zachodnią Halę Mirowską;
- zgrupowanie środkowe tworzyły trzy plutony z batalionów „Lecha Grzybowskiego” i „Kiliński”, pod ogólnym dowództwem porucznika Czesława Sitarza „Iskry” (ok. 100 żołnierzy). Miało ono za zadanie nacierać z pozycji wyjściowych na ul. Grzybowskiej (nieco na zachód od ul. Rynkowej) – w kierunku na wschodnią Halę Mirowską;
- zgrupowanie wschodnie składało się z czterech plutonów batalionu „Kiliński”, oddziału osłonowego WZW oraz oddziału odwodowego dowódcy Śródmieścia (pluton „Rygiel” i dwa plutony „Koszta”), pod ogólnym dowództwem porucznika Tadeusza Klimowskiego „Ostoi” (ok. 150 żołnierzy). Miało ono za zadanie wyruszyć z pozycji wyjściowych na pl. Grzybowskim i nacierając po osi ulic Granicznej i Skórzanej dotrzeć do pl. Żelaznej Bramy.

Na skrajnych flankach zgrupowań uderzeniowych planowano prowadzić działania wiążąco-pozorowane. Na zachodnim skrzydle ok. 200 żołnierzy z batalionu im. Sowińskiego miało więc pozorować natarcie w rejonie ulic Żelazna-Krochmalna-Chłodna, podczas gdy na wschodnim skrzydle ok. 150 żołnierzy ze Zgrupowania „Bartkiewicz” miało związać Niemców w Ogrodzie Saskim i zapewnić wsparcie ogniowe zgrupowaniu porucznika „Ostoi”.

## Przed natarciem
W dniach 29-30 sierpnia Niemcy kontynuowali działania ofensywne, lecz położenie Starówki nie uległo większym zmianom. Siła niemieckiego natarcia wręcz osłabła na skutek strat poniesionych podczas wcześniejszych walk. 30 sierpnia pułkownik „Wachnowski” przeprowadził rozpoznanie stanowisk wroga na ul. Bielańskiej. Dało ono niewielkie rezultaty, gdyż pozycje Niemców były dobrze ukryte w ruinach. Jednocześnie, wbrew wcześniejszym rozkazom pułkownika „Montera”, dowódca Starówki postanowił rozpocząć ewakuację lekko rannych kanałami na Żoliborz i do Śródmieścia.
Tego samego dnia „Wachnowski” wydał także rozkaz operacyjny nr 2, w którym nakazywał „przebić się przez oddziały npla, ze współdziałaniem oddziałów Śródmieścia; przeprowadzić całość sił w rejon zgrupowania Śródmieście – rejon Krochmalna”. Rozkaz przekazano dowódcom oddziałów i odcinków podczas popołudniowej narady w sztabie Grupy „Północ” (godz. 18:00). Szczegółowo omówiono wówczas zadania wszystkich kolumn, zasady ewakuacji rannych i nieuzbrojonych itp. Jednocześnie postanowiono przesunąć rozpoczęcie natarcia na godzinę 0:30. Wobec konieczności zachowania tajemnicy stronie polskiej pozostało jedynie 4-5 godzin na przegrupowanie oddziałów i sformowanie kolumn szturmowych. W rzeczywistości przygotowania rozpoczęto dopiero po zmroku. Żołnierzom rozdano wówczas ostatnie zapasy amunicji i konserw. Polskie zgrupowania zaczęły się koncentrować na pozycjach wyjściowych pozostawiając na pierwszej linii tylko niewielkie oddziałki osłonowe.
W międzyczasie zaszły jednak wypadki, które całkowicie zniweczyły szczegółowo opracowany harmonogram natarcia. Mimo podjętych środków ostrożności informacje o planowanym przebiciu błyskawicznie rozeszły się po całej dzielnicy. Na ulice Starówki wyległy tłumy zdesperowanych cywilów, którzy obawiając się, iż powstańcy pozostawią ich na łaskę Niemców zamierzali podążyć do Śródmieścia w ślad za wycofującymi się oddziałami. Ciężko ranni żołnierze – samodzielnie lub przy pomocy zaprzyjaźnionych sanitariuszek – masowo opuszczali szpitale, aby dołączyć do odchodzących ze Starówki kolegów. W rezultacie wąskie uliczki Starego Miasta zostały kompletnie zatarasowane, a oddziały szturmowe z trudem torowały sobie drogę na pozycje wyjściowe. Powstańcza żandarmeria nie była w stanie opanować sytuacji. Co gorsza, powstały gwar zaniepokoił Niemców, których artyleria ostrzelała okolice pl. Krasińskich. W tej sytuacji pułkownik „Wachnowski” był zmuszony przesunąć rozpoczęcie natarcia na godzinę 1:00. W rzeczywistości nie udało się dotrzymać nawet tego terminu. Z powodu kiepsko funkcjonującej łączności Śródmieście nie zostało poinformowane o powstałych opóźnieniach.

Wieść rozniosła się lotem błyskawicy, wyrwała rzesze mieszkańców z beznadziejnego oczekiwania i otępienia (…) Gdy tylko zapadł zmrok – ze wszystkich schronów, piwnic i nor nieomal zasypanych zwałami gruzu, zaczęły się wynurzać gromady ludzi z tobołkami i zawiniątkami (…) Wąską przestrzeń ulicy Długiej i ciasny korytarz obok kina na Daniłowiczowskiej zapełnia szybko ogromny tłum; wciąż rośnie, jak rzeka w czas powodzi, kłębi się, zalewa wszystkie ruiny przyległych domów, wypełnia każdą wnękę w murach. Ogromne rzesze rannych leżą na noszach lub wprost na ziemi. Nikt nie jest w stanie w tę makabryczną noc utrzymać w karbach rozegzaltowanego i rozdygotanego mrowia ludzkiego, pochłoniętego jedną tylko myślą: czy uda się wyjść z tej opresji?

## Nieudany desant kanałowy na pl. Bankowy

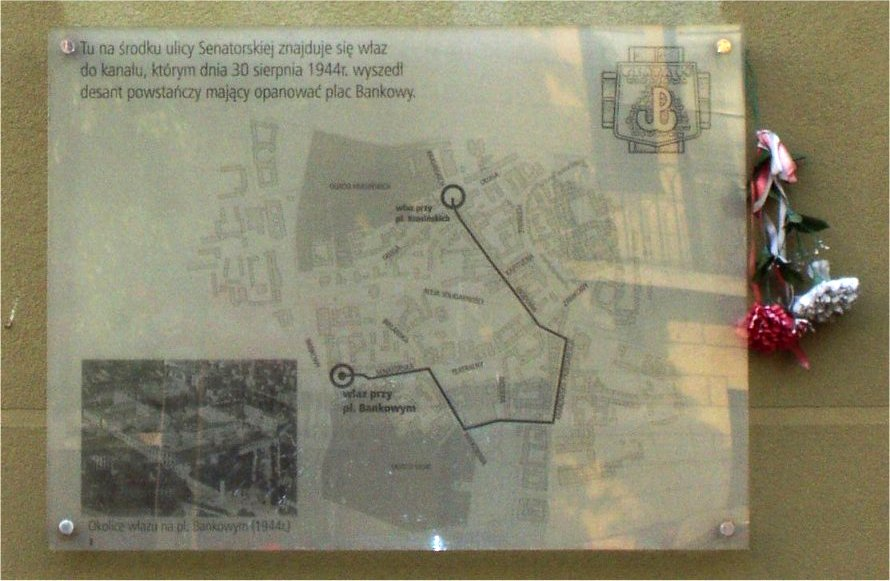
Tablica upamiętniająca desant kanałowy na pl. Bankowym

Powstały na Starym Mieście zamęt wpłynął negatywnie na przygotowania do desantu kanałowego na pl. Bankowym. O ile bowiem kompania porucznika „Piotra” zeszła do kanałów punktualnie o godz. 22:00, o tyle pluton „Juliusz” znalazł się tam dopiero godzinę później. Co gorsza, do kanałów nie zeszli łącznicy z kablem telefonicznym, gdyż ze względu na brak wymaganych przepustek powstańcza żandarmeria zatrzymała ich przy samym włazie. W ten sposób porucznik „Piotr” jeszcze przed rozpoczęciem desantu został pozbawiony łączności z dowództwem.
Meldunki wywiadu AK sugerowały, że pl. Bankowy będzie słabo obsadzony przez nieprzyjaciela. Po dotarciu na miejsce żołnierze desantu zorientowali się jednak, że na placu biwakuje silny niemiecki oddział. Okazało się także, że dwa z trzech włazów zostały zablokowane od zewnątrz i nie ma możliwości ich otworzenia. W tych warunkach desant rokował niewielkie szanse powodzenia. Mimo tego porucznik „Piotr”, do którego nie dotarła informacja o opóźnieniu natarcia Grupy „Północ”, postanowił zgodnie z planem rozpocząć atak o godz. 1:00. Na powierzchnię zdołał jednak wyjść tylko czołowy pluton podporucznika „Cedro” (żołnierze dawnego Batalionu „Miotła”). Niemcy szybko podnieśli alarm, a podporucznik „Cedro” wraz z kilkunastoma żołnierzami poległ w nierównej walce. Jedyny otwarty właz zasypano silnym ogniem broni maszynowej, a wkrótce później został on przypadkowo zatrzaśnięty. W rezultacie tylko jeden polski żołnierz zdołał przekraść się niepostrzeżenie do pobliskiego kościoła św. Antoniego z Padwy. Reszta oddziału „Piotra” (w tym blisko 20 rannych) pozostała w kanale bez żadnych szans na kontynuowanie desantu. Nie będąc w stanie nawiązać łączności z dowództwem porucznik „Piotr” wraz ze swoimi żołnierzami z „Czaty 49” przeszedł kanałami do Śródmieścia. Pluton „Juliusz” powrócił natomiast na Stare Miasto, gdzie dołączył do Zgrupowania „Sosna”.

## Przebieg uderzenia od strony Śródmieścia
Z powodu kiepsko funkcjonującej łączności dowództwo Śródmieścia nie zdawało sobie sprawy z sytuacji panującej na Starym Mieście. Pułkownik „Monter” nadaremno oczekiwał więc umówionego sygnału zieloną rakietą, którą dowództwo Grupy „Północ” miało wystrzelić przed godziną 1:00. Po pewnym czasie oddziały śródmiejskie same wystrzeliły umówioną rakietę jednak nie otrzymały żadnej odpowiedzi ze strony Starówki. Zawiodły także próby nawiązania łączności telefonicznej. W tej sytuacji pułkownik „Monter” postanowił rozpocząć natarcie o godzinie 1:30.
Natarcie oddziałów majora „Zagończyka” odniosło początkowo pewne sukcesy. Na lewym skrzydle żołnierze AK po blisko godzinnej walce zdobyli koszary granatowej policji przy ul. Ciepłej, a także zlikwidowali nieprzyjacielską placówkę na rogu ulic Grzybowskiej i Ciepłej. Rozbito tam niewielki oddział rosyjskojęzycznych kolaborantów, biorąc sześciu jeńców i zdobywając sporo broni. Silny nieprzyjacielski ostrzał prowadzony z dwóch stron uniemożliwił jednak polskim żołnierzom przeskoczenie ul. Krochmalnej, a tym samym zablokował dalsze natarcie w kierunku pl. Mirowskiego. W tym trudnym momencie żołnierze porucznika „Iskry” opanowali jednak narożnik Krochmalnej i Rynkowej, po czym celnym strzałem z PIATa zniszczyli niemiecki bunkier na rogu ulic Chłodnej i Rynkowej. Reszta powstańców poderwała się wówczas do szturmu i śmiałym wypadem zdobyła Hale Mirowskie. Na tym skończyły się jednak polskie sukcesy. Z powodu braku materiałów wybuchowych i amunicji do PIATów nie udało się bowiem opanować budynku straży pożarnej przy zbiegu ul. Ciepłej z pl. Mirowskim i ul. Chłodną, a hale targowe zasypał rychło gwałtowny ogień nieprzyjacielskich granatników i moździerzy. W rezultacie tylko jedna powstańcza drużyna (pluton porucznika „Kordy”) zdołała przedrzeć się przez niemiecką zaporę ogniową i zdobyć dom na ul. Elektoralnej. W tym samym czasie osłaniający lewe skrzydło natarcia żołnierze batalionu im. Sowińskiego zdołali osiągnąć ruiny domów na skrzyżowaniu ulic Krochmalnej i Waliców.
Na prawym skrzydle polskie oddziały nacierające wzdłuż ulic Granicznej, Skórzanej i Rynkowej zdołały osiągnąć pl. Żelaznej Bramy. Zdobyto wówczas m.in. niemiecką barykadę na ul. Granicznej. U wylotów na pl. Żelaznej Bramy polskie natarcie zostało jednak zatrzymane przez silny ogień nieprzyjaciela. Prawoskrzydłowa grupa osłonowa zdobyła w tym czasie ruiny giełdy przy ul. Królewskiej oraz dotarła do palmiarni w Ogrodzie Saskim skąd została jednak odepchnięta po zaciętej i obfitującej w ofiary walce.
Około godz. 4:00 Niemcy przystąpili do kontrataku od strony pl. Mirowskiego i Ogrodu Saskiego. Pod silnym ogniem nieprzyjacielskich czołgów i artylerii polscy żołnierze musieli opuścić hale targowe i wycofać się na ul. Krochmalną. Na prawym skrzydle, gdzie niemiecki napór był słabszy, powstańcom udało się natomiast utrzymać pozycje na ulicach Skórzanej i Granicznej. Pułkownik „Monter” nie mogąc nawiązać łączności ze Starówką polecił majorowi „Zagończykowi” umocnić się na zdobytych stanowiskach. Po dwóch godzinach, gdy niepowodzenie próby przebicia stało się oczywiste, „Monter” zarządził jednak definitywny odwrót na pozycje wyjściowe. Najbardziej dramatyczny przebieg miał odwrót oddziału majora „Zygmunta” z koszar przy ul. Ciepłej. Początkowo nieprzyjacielski ostrzał był tam tak silny, że nie było możliwości opuszczenia budynku. Gdy jednak pobliską barykadę rozbiła eksplozja miny „Goliath” polscy żołnierze ukryli się w powstałej chmurze kurzu i dymu, po czym bez strat wycofali się na ul. Grzybowską.

## Przebieg uderzenia od strony Starówki

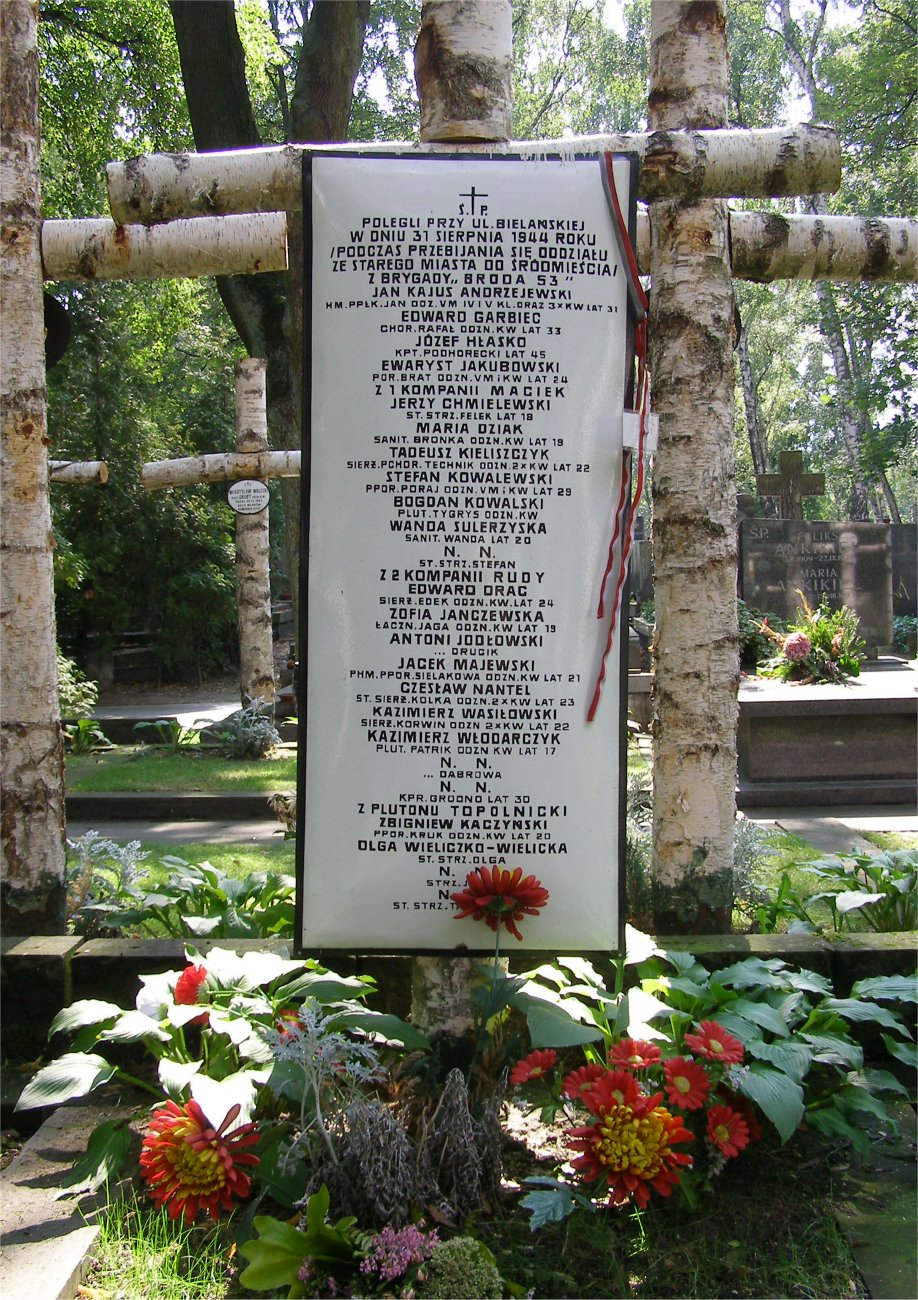
Symboliczny grób żołnierzy „Brody 53” poległych 31 sierpnia 1944

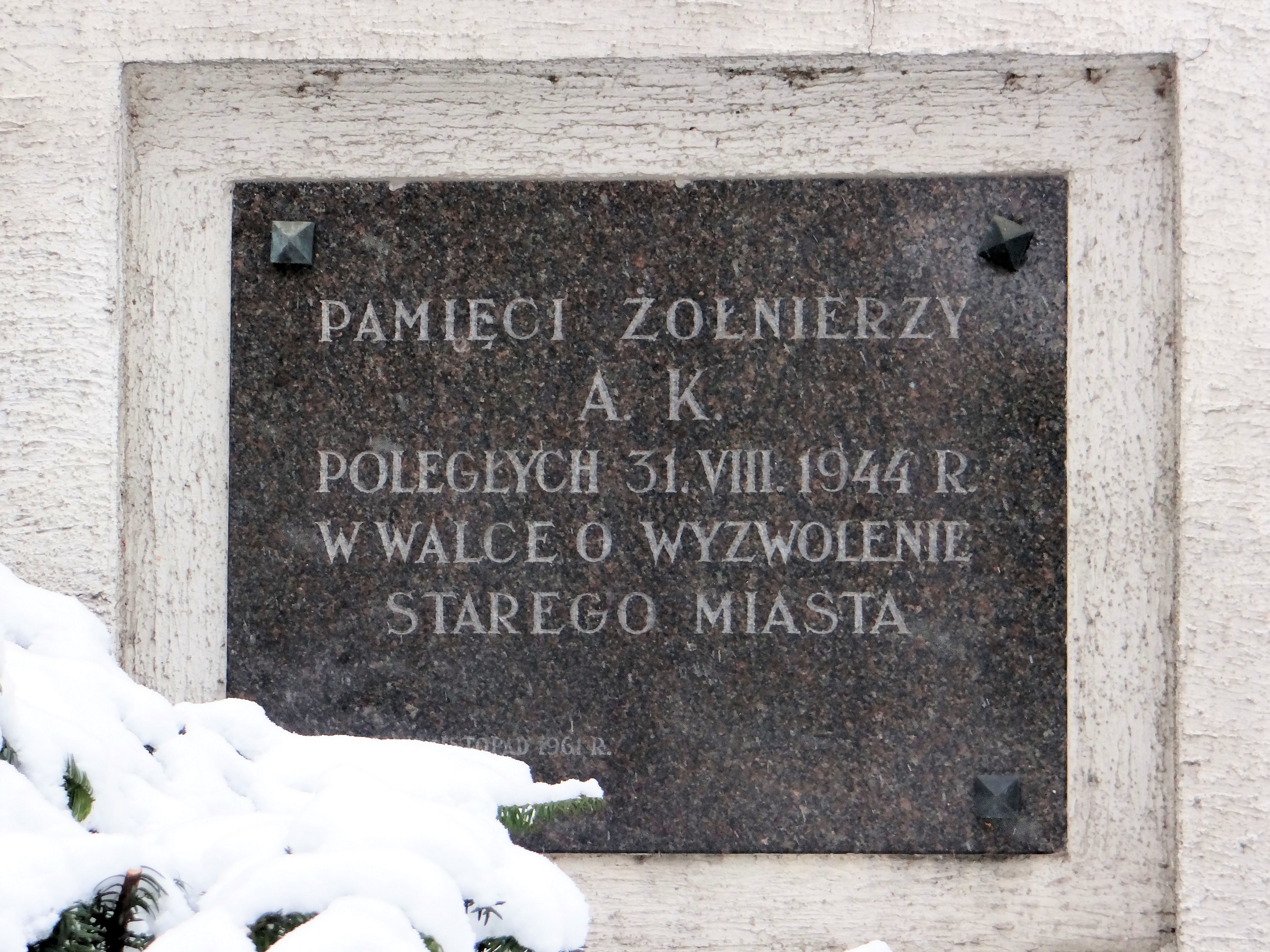
Pamiątkowa tablica na ul. Bielańskiej

Odgłosy walki toczonej w Śródmieściu i na pl. Bankowym były dobrze słyszane na Starówce. Chaos, który ogarnął dzielnicę znacząco opóźnił jednak natarcie Grupy „Północ”. Tyłowa kolumna pułkownika „Jesiona” uległa dezorganizacji na skutek żywiołowego naporu rannych i cywilów. Zwarty tłum blokujący uliczki Starego Miasta opóźniał także przemarsz oddziałów szturmowych. Odczuła to zwłaszcza kolumna „Sosny”, której oddziały „dosłownie utonęły, zostały rozczłonkowane i pogubiły się” pod naporem rozgorączkowanych mas ludzkich. W powstałym zamęcie stracono chwilowo kontakt z samym majorem „Sosną”. Załamała się łączność, gdyż powstańcze łączniczki nie były w stanie przedrzeć się przez gęsty tłum. Atmosfera paniki zaczęła się także udzielać żołnierzom AK. Po północy, gdy minął ustalony uprzednio termin natarcia, niektóre oddziały straży tylnej zaczęły samowolnie opuszczać stanowiska obronne i nie czekając na umówiony sygnał kierować się do punktów zbornych na Długiej i Hipotecznej. Dowództwo Grupy „Północ” nadaremno oczekiwało tymczasem meldunków od „Sosny” i oddziału desantowego porucznika „Piotra”. Dopiero po godzinie 3:00 nad ranem, gdy zmrok zaczął już ustępować, pułkownik „Wachnowski” zdecydował się rozpocząć natarcie. W związku z niepowodzeniem desantu kanałowego zmieniono nieco oś natarcia prawoskrzydłowej kolumny „Radosława” – tak, aby ominąć Szpital Maltański.
Na prawym skrzydle batalion „Parasol” zdołał po zaciętej walce zdobyć dom narożny u zbiegu ulic Bielańskiej i Długiej. Dalszy atak w kierunku pałacu Radziwiłłów załamał się jednak pod silnym ogniem nieprzyjaciela. Niemcy wkrótce przeszli do kontrataku i odzyskali utracony teren. Tej nocy z szeregów „Parasola” ubyło blisko 20 zabitych i rannych. Rany odniosło kolejno czterech dowódców batalionu. W międzyczasie oddział kapitana „Ognistego” (Lucjan Fajer) z batalionu „Gozdawa” zdołał przeskoczyć ul. Bielańską, lecz poniósł ciężkie straty na skutek bocznego ognia przeciwnika. Atak batalionu „Chrobry I” prowadzony od strony Pasażu Simonsa w kierunku kwartału Długa-Przejazd-Tłomackie-Leszno został zatrzymany przez Niemców na pozycjach wyjściowych. Walka w tym rejonie ograniczyła się w zasadzie do wymiany ognia.
Na lewym skrzydle kolumna „Radosława” napotkała na silną i zaalarmowaną obronę nieprzyjaciela. Gdy pierwszy rzut natarcia wbiegł na ul. Bielańską, Niemcy oświetlili teren rakietami i z kilku stron zasypali ulicę gwałtownym ogniem broni maszynowej. Kompanie „Rudy” i „Maciek” z batalionu „Zośka” zdołały jednak za cenę poważnych strat sforsować Bielańską i uchwycić przyczółki w ruinach po jej zachodniej stronie. Grupa szturmowa kapitana „Trzaski” (Eugeniusz Konopacki) atakująca wzdłuż ul. Daniłowiczowskiej została natomiast zatrzymana ogniem moździerzy zanim jeszcze osiągnęła wlot ul. Bielańskiej. Czołowy pluton WSOP poniósł poważne straty i wycofał się na pozycje wyjściowe. „Trzaska” wraz z plutonem z batalionu „Wigry” zdołał jednak przedostać się do narożnego domu, a następnie przeskoczyć ul. Bielańską. W ruinach po drugiej stronie ulicy wdano się w zaciekłą walkę z Niemcami, w trakcie której poległo sześciu „wigierczyków”, a kolejnych dziesięciu odniosło rany. „Trzaska” polecił kilku ocalałym żołnierzom odnieść rannych na tyły, a sam z resztą podwładnych ruszył na pomoc drugiemu rzutowi natarcia, który właśnie przekraczał Bielańską. W ciemnościach i bitewnym zamieszaniu żołnierze pogubili się jednak, na skutek czego tylko „Trzaska” dotarł do sąsiedniego oddziału.
Tymczasem major Jan Kajus Andrzejewski „Jan”, dowódca Brygady „Broda 53”, osobiście poprowadził do natarcia drugi rzut kolumny „Radosława”. Major „Jan” miał zamiar podążać w ślad za kompanią „Rudy”. Nie zorientował się jednak, że dowodzący nią podporucznik Andrzej Romocki „Andrzej Morro” zboczył z trasy w ogniu walki i poprowadził swoich żołnierzy w ruiny naprzeciw kościoła św. Antoniego. W rezultacie dowództwo „Brody” po przeskoczeniu ul. Bielańskiej wpadło na zaczajone stanowisko wroga i zostało wystrzelane ogniem z najbliższej odległości. Poległ major „Jan”, a wraz z nim kapitan Józef Hłasko „Podhorecki” (oficer operacyjny), porucznik Ewaryst Jakubowski „Brat” (adiutant majora „Jana”), starszy sierżant Czesław Nantel „Kolka” (dowódca plutonu „Alek” w batalionie „Zośka”) i podchorąży Stefan Kowalewski „Poraj”. Tylko dowódca „Zośki”, kapitan Ryszard Białous „Jerzy”, zdołał wraz z grupką ok. 20 żołnierzy z kompanii podporucznika „Śnicy” przedrzeć się przez niemiecką zaporę ogniową i dołączyć do żołnierzy „Andrzeja Morro” (dotarł tam jeszcze samotny kapitan „Trzaska”). Pozostałe oddziały „Brody” („Topolnicki”, „Dysk”) nie były w stanie sforsować ul. Bielańskiej. W międzyczasie utracono łączność z kompanią „Rudy” i oddziałkiem kapitana „Jerzego”, a kompania „Maciek” została wypchnięta przez Niemców na pozycje wyjściowe.
Około godz. 4:30 podpułkownik „Radosław” otrzymał meldunki o fatalnym przebiegu natarcia. Dowództwo Grupy „Północ” zamierzało raz jeszcze ponowić atak, lecz „Radosław” gwałtownie się temu sprzeciwił, argumentując, że natarcie w świetle dziennym równać się będzie samobójstwu. O godzinie 6:00 pułkownik „Wachnowski” zameldował więc dowództwu AK o niepowodzeniu próby przebicia, po czym polecił swoim oddziałom powrócić na zajmowane uprzednio stanowiska i przejść do obrony.

### Losy oddziału „Andrzeja Morro”

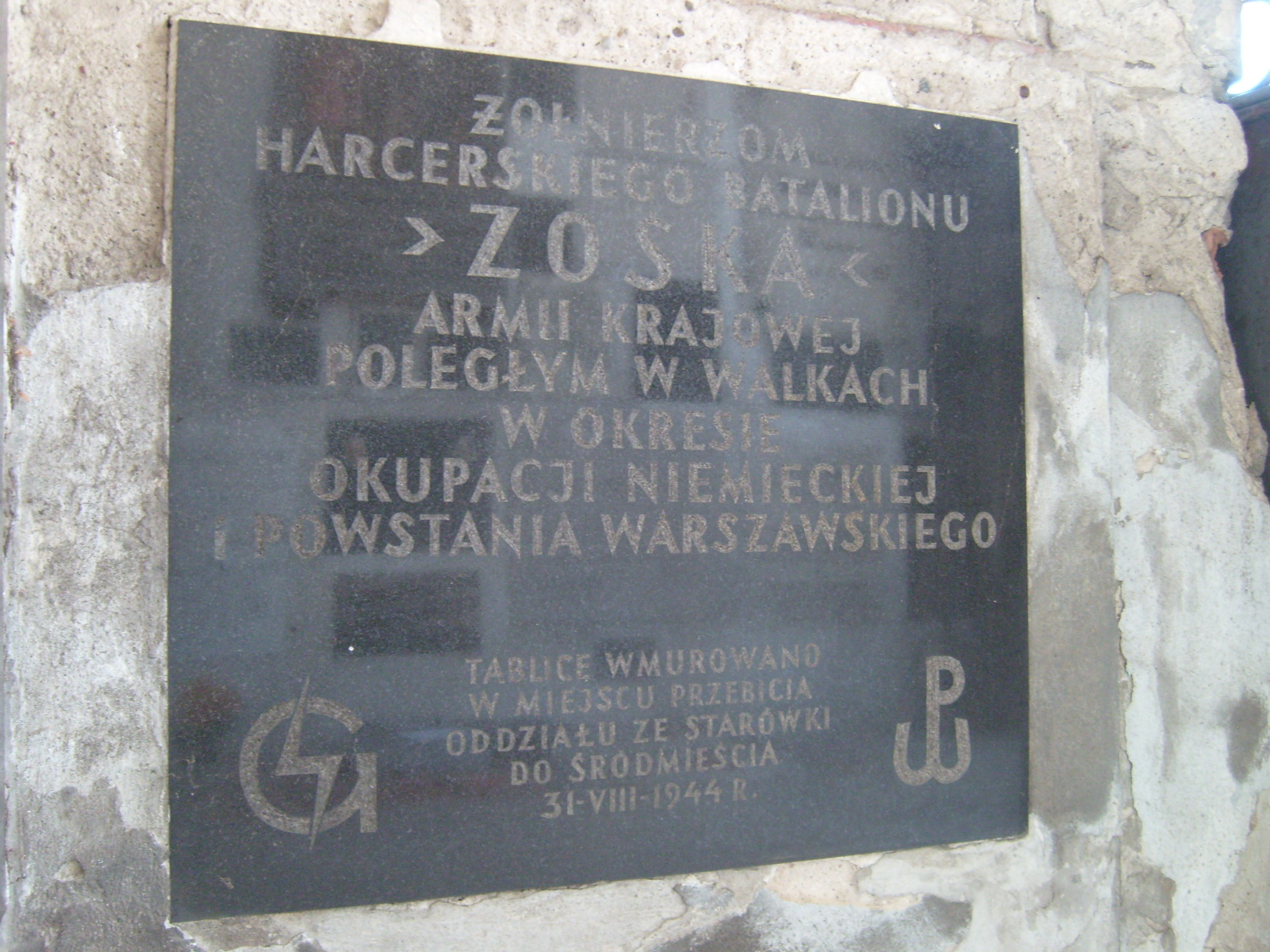
Pamiątkowa tablica w kościele św. Antoniego z Padwy

Tymczasem osaczony przez wroga i odcięty od głównych sił oddział „Andrzeja Morro” przedostał się do ruin sklepu naprzeciwko kościoła św. Antoniego. Razem z żołnierzami „Jerzego” i kapitanem „Trzaską” oddział ten liczył wówczas ok. 60 żołnierzy. Pod silnym ogniem przeciwnika „Andrzej Morro” przeprowadził swoją kompanię przez ul. Senatorską, po czym schronił się w gmachu kościoła (po drodze poległ jeden żołnierz, a kolejnego, poważnie rannego, trzeba było pozostawić). W opuszczonej przez Niemców świątyni odnaleziono ciała 80 zamordowanych cywilów. Gdy niemieckie lotnictwo rozpoczęło nalot na polskie pozycje przy ul. Bielańskiej, powstańcy niepostrzeżenie przedostali się do pobliskiego Pałacu Zamoyskich i ukryli w jego piwnicach.
Oddział „Andrzeja Morro” ukrywał się w piwnicach przez cały dzień 31 sierpnia. Przez cały ten czas Niemcy intensywnie przeszukiwali okolicę, a piwnice „profilaktycznie” obrzucali granatami i ostrzeliwali z broni maszynowej. Nie zdołali jednak odkryć żołnierzy „Zośki”. Po zmroku powstańcy opuścili pałac i pozorując niemiecki oddział (wszyscy ubrani byli w zdobyczne niemieckie hełmy i „panterki”, a sam Morro znajdował się na czele kolumny z żołnierzami, którzy głośno rozmawiali po niemiecku) przeszli niepostrzeżenie przez silnie obsadzony Ogród Saski, a stamtąd błyskawicznie przeskoczyli ul. Królewską i przedostali się do opanowanego przez Polaków gmachu giełdy. Po drodze poległ tylko Zdzisław Skotnicki „Skowroński”, którego obrońcy giełdy pomyłkowo wzięli za Niemca. Kompania „Rudy” stała się w ten sposób jedynym oddziałem Grupy „Północ”, któremu powiodło się naziemne przebicie do Śródmieścia.

## Bilans natarcia
Próba przebicia do Śródmieścia zakończyła się całkowitym niepowodzeniem. Poległo lub odniosło rany ok. 550 żołnierzy AK. Tej nocy Grupa „Północ” straciła blisko 100 zabitych i 100 rannych, podczas gdy straty oddziałów śródmiejskich zamknęły się liczbą 152 poległych i ponad 200 rannych. Grupa „Północ” utraciła także dużo broni oraz zużyła niemal całą rezerwę amunicji i granatów. Podupadło morale, a żołnierze częściowo stracili zaufanie do swoich dowódców. W tych okolicznościach nieudana próba przebicia całkowicie przekreśliła możliwość kontynuowania obrony Starówki.
Przyczyn polskiego niepowodzenia należy szukać przede wszystkim w złym rozpoznaniu, złej synchronizacji natarcia i braku sprawnie funkcjonującej łączności. Do porażki przyczynił się także nieład i zgiełk spowodowany zbieraniem się tłumów rannych i cywilów na Starówce oraz przemęczenie i brak wiary w sukces panujące w wyczerpanych wielodniowym bojem oddziałach Grupy „Północ”. Ponadto polski atak został przeprowadzony w rejonie, w którym stacjonowały znaczne siły nieprzyjaciela – czujne i dysponujące wyraźną przewagą ogniową.

## Kryzys obrony Starego Miasta

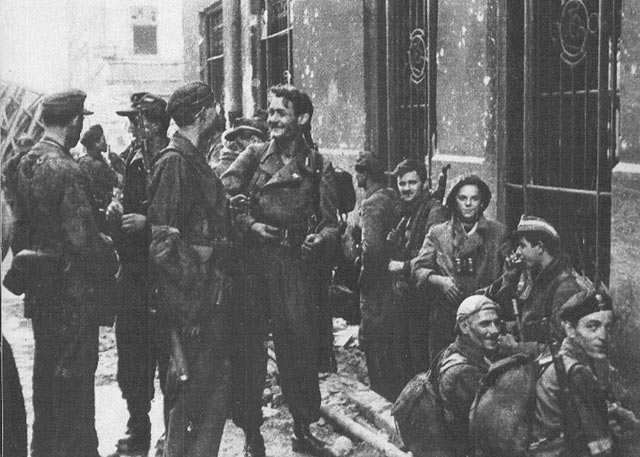
Żołnierze Zgrupowania „Radosław” po ewakuacji kanałami do Śródmieścia

Nieudana próba przebicia do Śródmieścia postawiła Starówkę w obliczu najpoważniejszego jak dotąd kryzysu. Morale obrońców gwałtownie spadło. Wyczerpani i zrozpaczeni porażką żołnierze z wielką niechęcią przyjęli polecenie powrotu na dotychczasowe pozycje obronne. W niektórych oddziałach pojawiła się nawet tendencja do opuszczania stanowisk i ucieczki kanałami do Śródmieścia lub na Żoliborz. Włazy kanałowe oblegały tłumy rannych i cywilów, których powstrzymywać musiała powstańcza żandarmeria. Powszechnie oskarżano powstańców o chęć pozostawienia ludności na pastwę Niemców; miały miejsce wypadki, gdy żołnierzy obrzucano obelgami, a nawet kamieniami. Część mieszkańców Starówki zaczęła dobrowolnie przechodzić na stronę wroga i wywieszać białe flagi na powstańczych stanowiskach. Na ul. Bonifraterskiej zdesperowani cywile zaczęli nawet rozbierać barykadę. Żołnierze byli zmuszeni otworzyć ogień do tłumu, na skutek czego kilkanaście osób zginęło lub odniosło rany. Zamieszanie powiększyły dodatkowo nieprzyjacielskie naloty lotnicze, które spadły na Starówkę o poranku 31 sierpnia. Niemieckie bomby zburzyły wówczas Pasaż Simonsa, pod którego gruzami poniosło śmierć ponad 300 żołnierzy batalionu „Chrobry I”.
Całkowitej klęski udało się uniknąć niemal wyłącznie dzięki dyscyplinie oraz wytrwałości oficerów i żołnierzy AK. Szczególnie zasłużył się tego dnia major Stanisław Błaszczak „Róg”, który niestrudzenie obchodził wszystkie odcinki, zagrzewając żołnierzy do walki i zawracając wycofujące się oddziały z powrotem na stanowiska obronne. W rezultacie do godz. 11:00 zdołano ponownie obsadzić niemal wszystkie pozycje obronne zajmowane przed rozpoczęciem natarcia. Jedynie na Nowym Mieście, bronionym dotąd przez oddziały Zgrupowania „Radosław”, Niemcy opanowali bez walki część opuszczonych stanowisk powstańczych, docierając aż do ul. Franciszkańskiej i ul. Kościelnej.
W tym krytycznym momencie obrońcom sprzyjał także fakt, iż do godzin popołudniowych 31 sierpnia przeciwnik nie podejmował na Starym Mieście poważniejszych działań zaczepnych. Zachowane dokumenty wskazują, że Niemcy ponieśli spore straty podczas nocnych walk, a polski atak w newralgicznym ze strategicznego punktu widzenia miejscu (arteria wolska) zaniepokoił niemieckie dowództwo i sprawił, że początkowo przeceniło ono siłę pozostających na Starówce oddziałów AK. Dopiero na podstawie dokumentów znalezionych przy zabitych oficerach AK Niemcy zorientowali się, że polskie natarcie miało na celu ewakuację obrońców Starówki do Śródmieścia, a zeznania schwytanych cywilów uświadomiły im w jak trudnym położeniu znaleźli się obrońcy. W tej sytuacji SS-Gruppenführer Heinz Reinefarth postanowił rozpocząć 1 września generalny szturm na Stare Miasto. Zakończył się on niepowodzeniem. Co prawda Niemcom udało się tego dnia zdobyć Nowe Miasto oraz – przejściowo – Rynek Starego Miasta, lecz żołnierze Grupy „Północ” ostatkiem sił zdołali utrzymać najważniejsze pozycje obronne.
W międzyczasie rozpoczął się odwrót Grupy „Północ” kanałami do Śródmieścia. Już 31 sierpnia w godzinach przedpołudniowych pułkownik „Wachnowski” wystąpił do pułkownika „Montera” o zgodę na rozpoczęcie ewakuacji. Jeszcze tego samego wieczoru dowódca okręgu wyraził zgodę, zaznaczając jednak, że do Śródmieścia mogą być ewakuowani wyłącznie żołnierze posiadający broń. „Wachnowski” zignorował jednak to ograniczenie, zezwalając na zejście do kanałów również bezbronnym powstańcom oraz lekko rannym – tym samym ratując życie wielu żołnierzom. Ewakuacja rozpoczęła się wieczorem 1 września i trwała do godzin porannych następnego dnia. Do Śródmieścia wycofało się wówczas ok. 4,5 tys. żołnierzy AK, podczas gdy kolejnych 800 powstańców (w tym wielu z AL) przeszło na Żoliborz. Na Starówce pozostało ok. 2,5 tys. ciężko rannych powstańców oraz ok. 35 tys. osób cywilnych (w tym 5 tys. rannych). Po zajęciu dzielnicy Niemcy wymordowali większość rannych, a cywilów wśród mordów i gwałtów wypędzili z miasta.

## W kulturze
Okupiona wieloma ofiarami nieudana próba przebicia do Śródmieścia, a zwłaszcza dramatyczne perypetie oddziału „Andrzeja Morro”, znalazła swoje odzwierciedlenie w kulturze popularnej. Została ona szczegółowo opisana m.in. w książce „Zośka i Parasol” autorstwa Aleksandra Kamińskiego oraz w „Przemarszu przez Piekło” autorstwa Stanisława Podlewskiego. Nawiązania do tych wydarzeń znalazły się również w drugim tomie powieści Romana Bratnego „Kolumbowie. Rocznik 20” oraz ostatnim odcinku serialu nakręconego na jej podstawie. Przebicie do Śródmieścia jest również tłem dla fabuły dziewiątego odcinka siódmego sezonu serialu „Czas honoru”.
W albumie „Powstanie Warszawskie” wydanym w marcu 2005 przez zespół Lao Che znalazł się utwór „Przebicie do Śródmieścia”.